# Lucas (film 1986)
Lucas è un film del 1986 diretto da David Seltzer e interpretato da Corey Haim, Kerri Green e Charlie Sheen, ambientato in un liceo statunitense degli anni '80. Il film segna anche l'esordio cinematografico di Winona Ryder.

## Trama
Lucas è un nerd quattordicenne dal fisico minuto e dai grandi occhiali appassionato di entomologia, ma vittima costante del bullismo da parte dei giocatori di football della sua scuola. Non incline all'integrazione in quello che definisce un ambiente gretto, materialista e superficiale, Lucas trascorre le vacanze estive da solo osservando la natura, finché non conosce Maggie, una ragazza sedicenne, da poco trasferitasi in città. I due diventano grandi amici e cominciano a frequentarsi spesso, poiché Maggie apprezza molto Lucas per la sua profonda sensibilità e intelligenza, non accorgendosi che intanto questi si è innamorato di lei. Quando ricomincia la scuola, Lucas viene continuamente preso in giro e ridicolizzato da tutti, anche se il capitano della squadra di football, Cappie, cerca di difenderlo dalle angherie dei compagni.
Cappie propone anche a Maggie di entrare a far parte della squadra delle ragazze pon pon, dato che è una nuova studentessa e non conosce nessuno. Maggie accetta, nonostante la disapprovazione di Lucas, e, conoscendo meglio Cappie, s'innamora di lui, ricambiata, visto che per lei Cappie lascia la sua fidanzata. Quando Lucas scopre che tra Maggie e Cappie è nata una relazione, cade in uno stato di disperazione profonda e, sebbene ci sia una compagna di scuola, Rina, sua coetanea appassionata di poesia che sembra interessata a lui, Lucas decide di far colpo su Maggie a tutti i costi. Entra quindi a far parte della squadra di football, ma i risultati saranno disastrosi. Farà perdere una partita importante alla scuola e non conquisterà Maggie, ma almeno guadagnerà il rispetto dei compagni, i quali gli regaleranno la maglietta della squadra, commossi dalla sua prestazione che poteva costargli la vita.